# Baie de Dakhla
La baie de Dakhla est une baie de l'océan Atlantique formée par la presqu'île où se situe la ville de Dakhla, dans la partie du Sahara occidental administrée de facto par le Maroc.

## Géographie
Dans le cadre de l'administration territoriale marocaine, la baie de Dakhla fait partie de la province de Oued Ed Dahab qui est bordée au sud par la province d'Aousserd, au sein de la région Dakhla-Oued Ed Dahab.
D'une superficie de près de 400 km2, elle s'étend sur 37 km. Elle est longée sur le continent par la route nationale 1.

## Protection du site
La baie de Dakhla est classée au niveau national comme site d'intérêt biologique et écologique (SIBE) et également, au niveau international, comme zone importante pour la conservation des oiseaux (ZICO) et, depuis 2005, comme zone humide d'importance (site RAMSAR).

## Infrastructures maritimes
Deux ports construits au-delà d'un appontement se trouvent dans la baie de Dakhla :
- le plus ancien, qui date du temps du Sahara espagnol, est de nos jours utilisé par la Marine royale[5] ;
- le plus récent (le port de Dakhla proprement dit : port de Dakhla-Ville[5]), en activité depuis décembre 2001[5], à environ 5 km au sud du précédent[4], est essentiellement dédié à la pêche au large ou côtière ainsi que commerciale et doté d'une zone industrielle de près de 300 hectares[4].

## Galerie photo

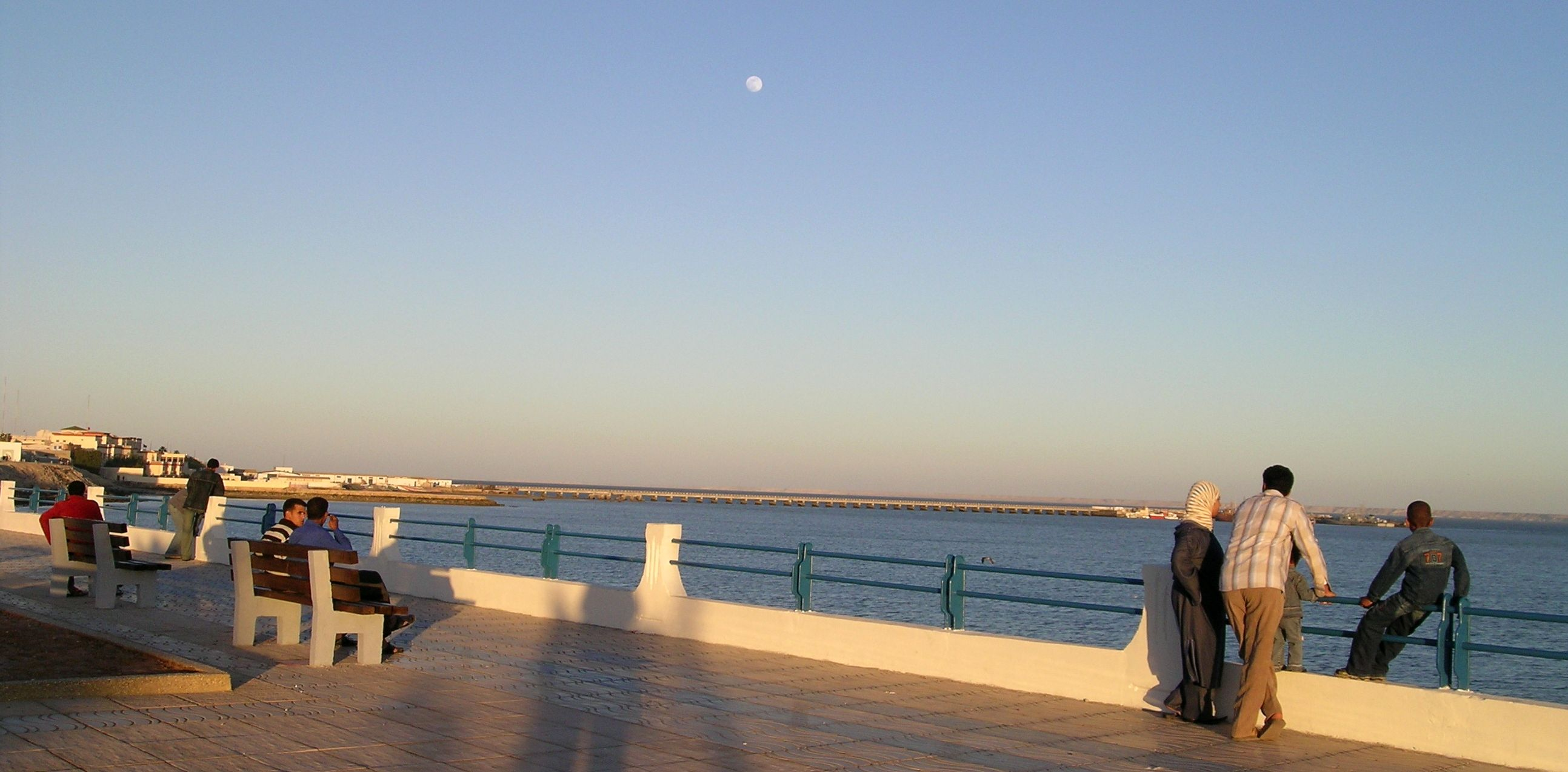
Vue depuis Dakhla.
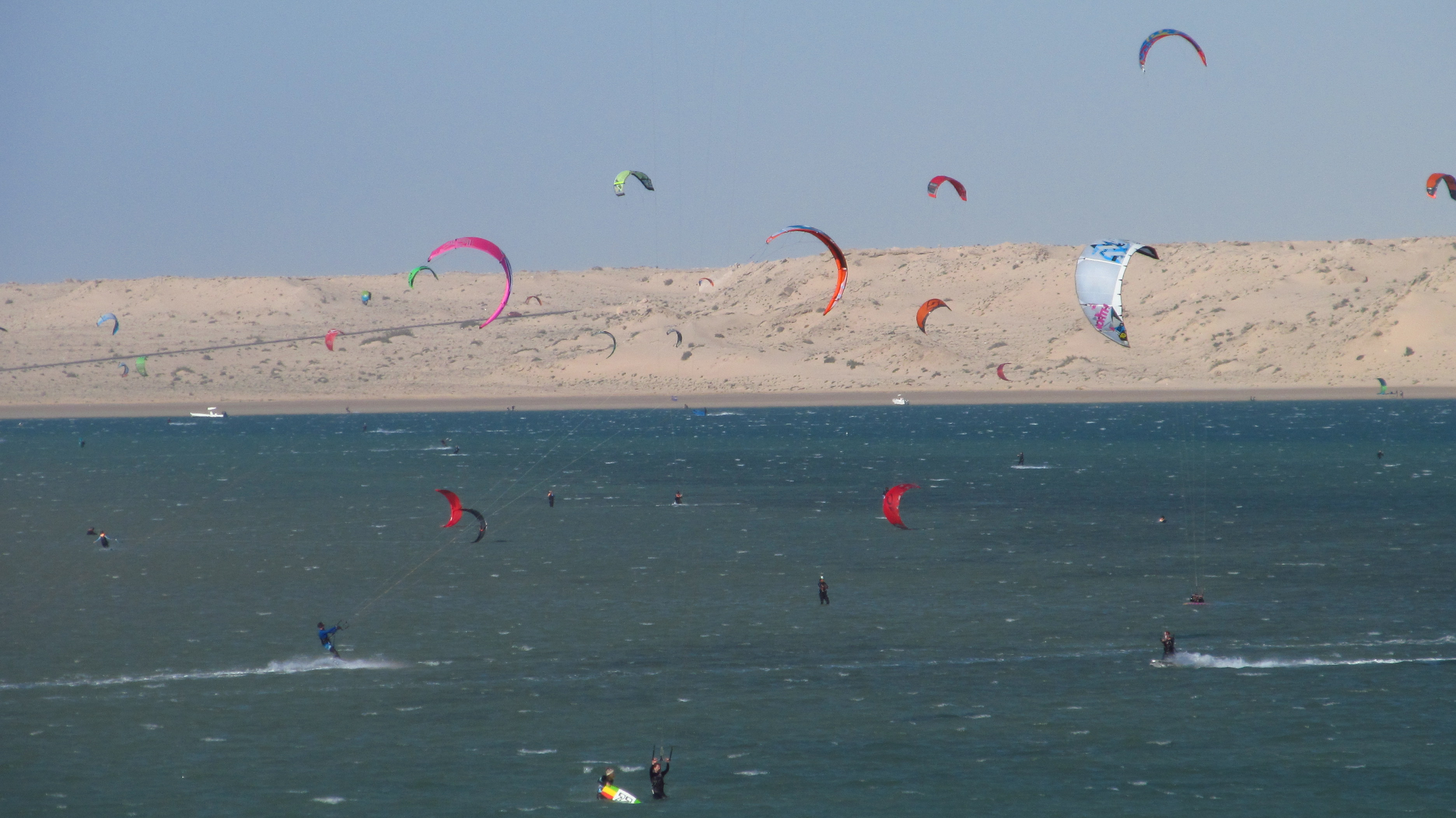
Kitesurf près de Dakhla.